# Strahlen-Breitsame
Der Strahlen-Breitsame (Orlaya grandiflora), auch Groß-Strahldolde, Großblütige Strahldolde und Großblütiger Breitsame genannt, ist eine Pflanzenart aus der Gattung der Strahldolden (Orlaya) innerhalb Familie der Doldenblütler (Apiaceae). Diese ursprünglich im Mittelmeerraum verbreitete Art kommt in Deutschland nur vereinzelt, in Österreich selten bis sehr selten vor.

## Beschreibung

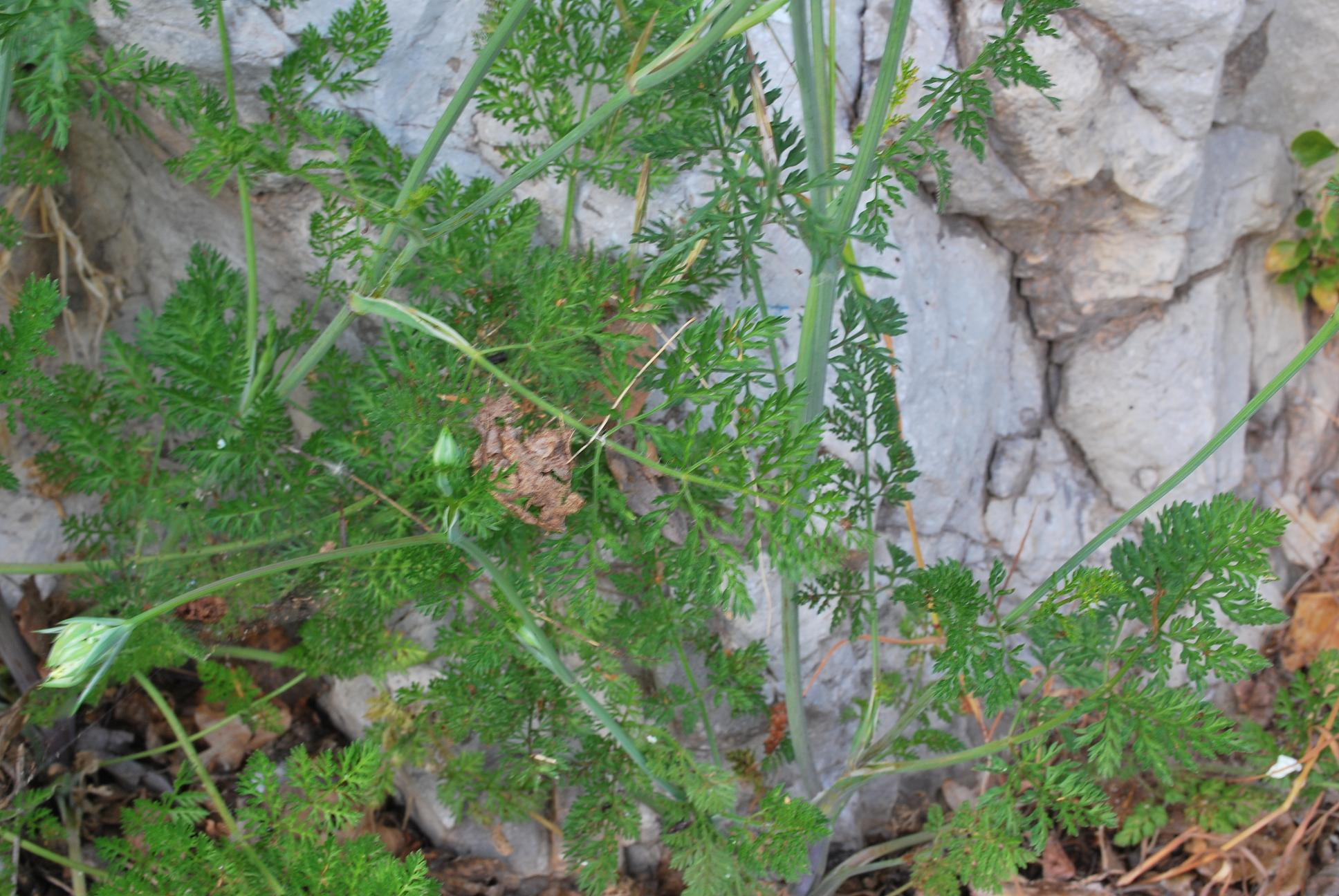
Stängel und Laubblätter

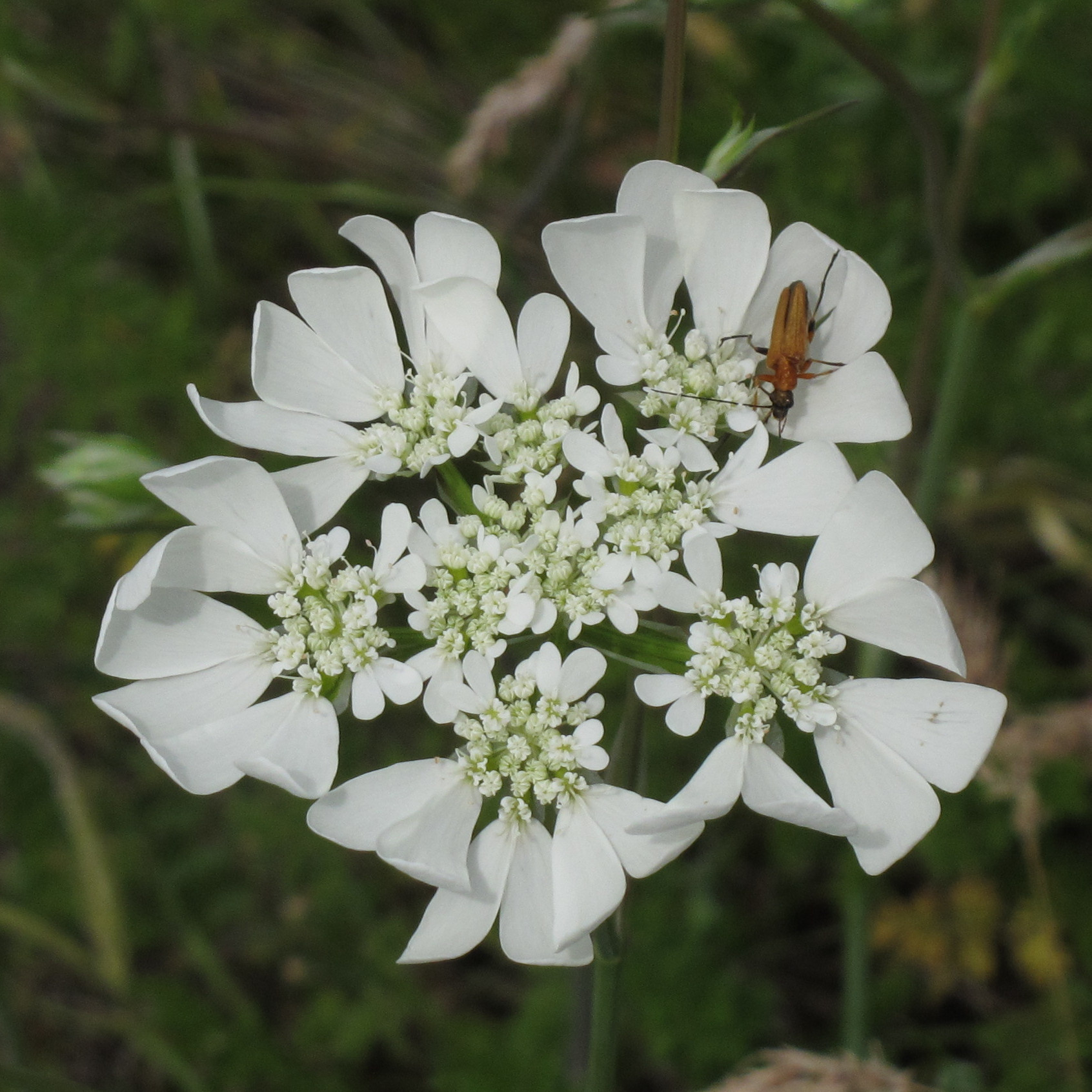
Doppeldolde

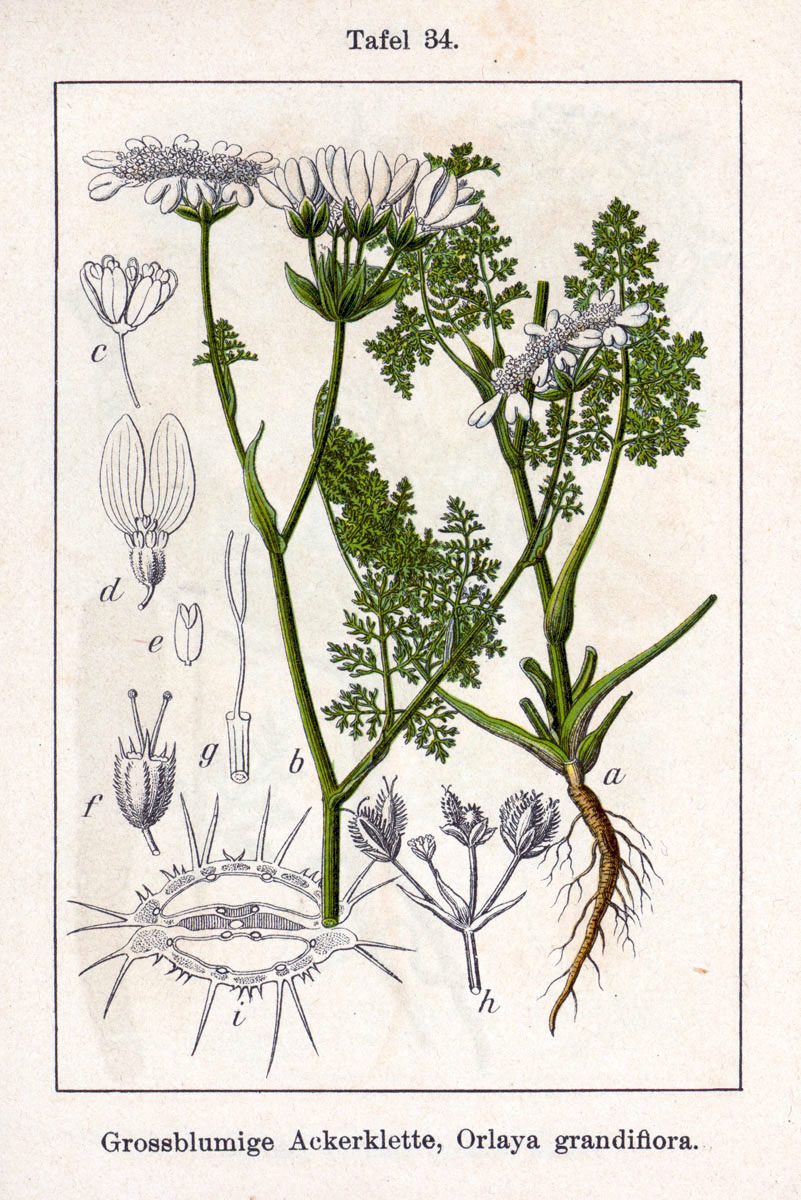
Illustration von Jacob Sturm, 1796

### Vegetative Merkmale
Der Strahlen-Breitsame ist eine aufrechte, oft stark verzweigte, einjährige krautige Pflanze, die Wuchshöhen von 10 und 30, gelegentlich bis zu 70 Zentimetern erreicht. Der Stängel ist kahl und kantig-gefurcht.
Die wechselständig angeordneten Laubblätter sind in Blattscheide und Blattspreite gegliedert. Die unteren Laubblätter sind gestielt, die oberen sind auf ihren Blattscheiden sitzend. Die Blattspreite ist zwei- bis dreifach gefiedert. Die Blattspreite ist kahl oder auf der Unterseite zerstreut borstig und am Rand bewimpert. Die Blattzipfel letzter Ordnung sind schmal und meist nicht mehr als 1 Millimeter breit.

### Generative Merkmale
Die Blütezeit liegt meist im Juni und Juli. Der doppeldoldige Blütenstand ist fünf- bis zwölfstrahlig. Er hat einen Durchmesser von etwa 5 Zentimetern. Die meist fünf Hüllblätter sind fast so lang wie die Doldenstrahlen und breit weiß-hautrandig. Die  meist fünf Hüllchenblätter sind elliptisch-lanzettlich, plötzlich zugespitzt und meist länger als die Döldchenstrahlen. Die Döldchen enthalten zwei bis vier weibliche und eine größere Anzahl männlicher Blüten.
Die zwittrigen Blüten sind fünfzählig. Erkennungsmerkmal sind die extrem stark vergrößerten, nach außen stehenden Kronblätter in den Randblüten. Die äußeren Kronblätter der am Rand gelegenen Blüten sind auffällig gegenüber den Kronblättern der inneren Blüten vergrößert und tief zweilappig; sie können bis zu 18 Millimeter lang sein und sind fast bis zum Grunde zweispaltig; sie sind damit fast zehnmal so lang wie die anderen Kronblätter.
Es werden Doppelachänen gebildet. Die Einzelfrüchte sind bei einer Länge von 6 bis 8 Millimetern eiförmig und dicht mit etwa 3 Millimeter langen Stacheln besetzt. Die Fruchthalter sind bis zur Mitte zweispaltig.
Die Chromosomenzahl beträgt 2n = 20.

## Ökologie
Als Blütenbesucher wurden Fliegen, Käfer, Hymenopteren und selten Schmetterlinge beobachtet.
Die Stacheln dienen der Ausbreitung der Diasporen durch Tiere (Epichorie).

## Vorkommen und Gefährdung
Für den Strahlen-Breitsamen gibt es Fundortangaben für Jordanien, Israel, Algerien, Spanien, Frankreich, Belgien, Deutschland, Österreich, die Schweiz, Italien, Sizilien, Ungarn, Slowenien, Serbien, Bosnien und Herzegowina, Montenegro, Kroatien, Tschechien, Bulgarien, Rumänien, Albanien, Nordmazedonien, Griechenland, Kreta, Türkei, Georgien sowie die Ukraine.
Der ursprünglich im Mittelmeerraum verbreitete Strahlen-Breitsame ist als Archäophyt erst durch den Menschen auch ins zentrale Mitteleuropa gelangt. Dort war er in den vergangenen Jahrhunderten gebietsweise häufig in Äckern, Weinbergen, Ödland und Trockenwiesen auf kalkhaltigen, eher trockenen Böden zu finden. Er ist bzw. war in Mitteleuropa eine Charakterart des Caucalido-Scandicetum aus dem Caucalidion lappulae-Verband. Auf der Iberischen Halbinsel steigt die Art bis 1400 Meter Meereshöhe auf.
Die Vorkommen in Deutschland sind vielfach erloschen und der Strahlen-Breitsame ist derzeit nur noch in Thüringen und vereinzelt zwischen Main und Donau nachgewiesen. Eine größere Pflanzenanzahl findet sich in Heidenheim an der Brenz unterhalb des dortigen Schloss Hellenstein und ist unter dem Namen „Heidenheimer Schlossblume“ bekannt. In der gesamtdeutschen Roten Liste gefährdeter Gefäßpflanzen wie auch in den Roten Listen für Baden-Württemberg, Bayern und Thüringen wird er daher als vom Aussterben bedroht geführt.
In Österreich tritt der Strahlen-Breitsame selten bis sehr selten in den Bundesländern Wien, Niederösterreich, dem Burgenland, Kärnten (bei der Burgruine Federaun) und in Tirol (bei Innsbruck und Landeck) auf der collinen bis submontanen Höhenstufe auf. Die Vorkommen konzentrieren sich dabei auf das pannonische Gebiet. Der Strahlen-Breitsame gilt als stark gefährdet, in den Kärntner Becken- und Tallandschaften und im Vorland nördlich der Alpen als vom Aussterben bedroht.
Die ökologischen Zeigerwerte nach Landolt et al. 2010 sind in der Schweiz: Feuchtezahl F = 1 (sehr trocken), Lichtzahl L = 4 (hell), Reaktionszahl R = 4 (neutral bis basisch), Temperaturzahl T = 5 (sehr warm-kollin), Nährstoffzahl N = 3 (mäßig nährstoffarm bis mäßig nährstoffreich), Kontinentalitätszahl K = 4 (subkontinental).

## Trivialnamen
Für den Strahlen-Breitsamen bestehen bzw. bestanden auch die weiteren deutschsprachigen Trivialnamen: Ackerklette, Ackerlaus (Eifel), Breitsame, Klemm (Württemberg bei Baer), Klettenkörfel und Waldkletten.

## Taxonomie
Die Erstveröffentlichung erfolgte 1753 unter dem Namen (Basionym) Caucalis grandiflora durch Carl von Linné in Species Plantarum, S. 240. Das Artepitheton grandiflora bedeutet „großblütig“. Die Neukombination zu Orlaya grandiflora (L.) Hoffm. wurde 1814 durch den deutschen Botaniker Georg Franz Hoffmann (1761–1826) in Genera Plantarum Umbelliferarum Eorumque Characteres Naturales Secundum Numerum, Figuram, Situm et Proportionem Omnium Fructificationis Partium. Accedunt Icones et Analyses Aeri Incisae., S. 58 veröffentlicht.

## Bilder

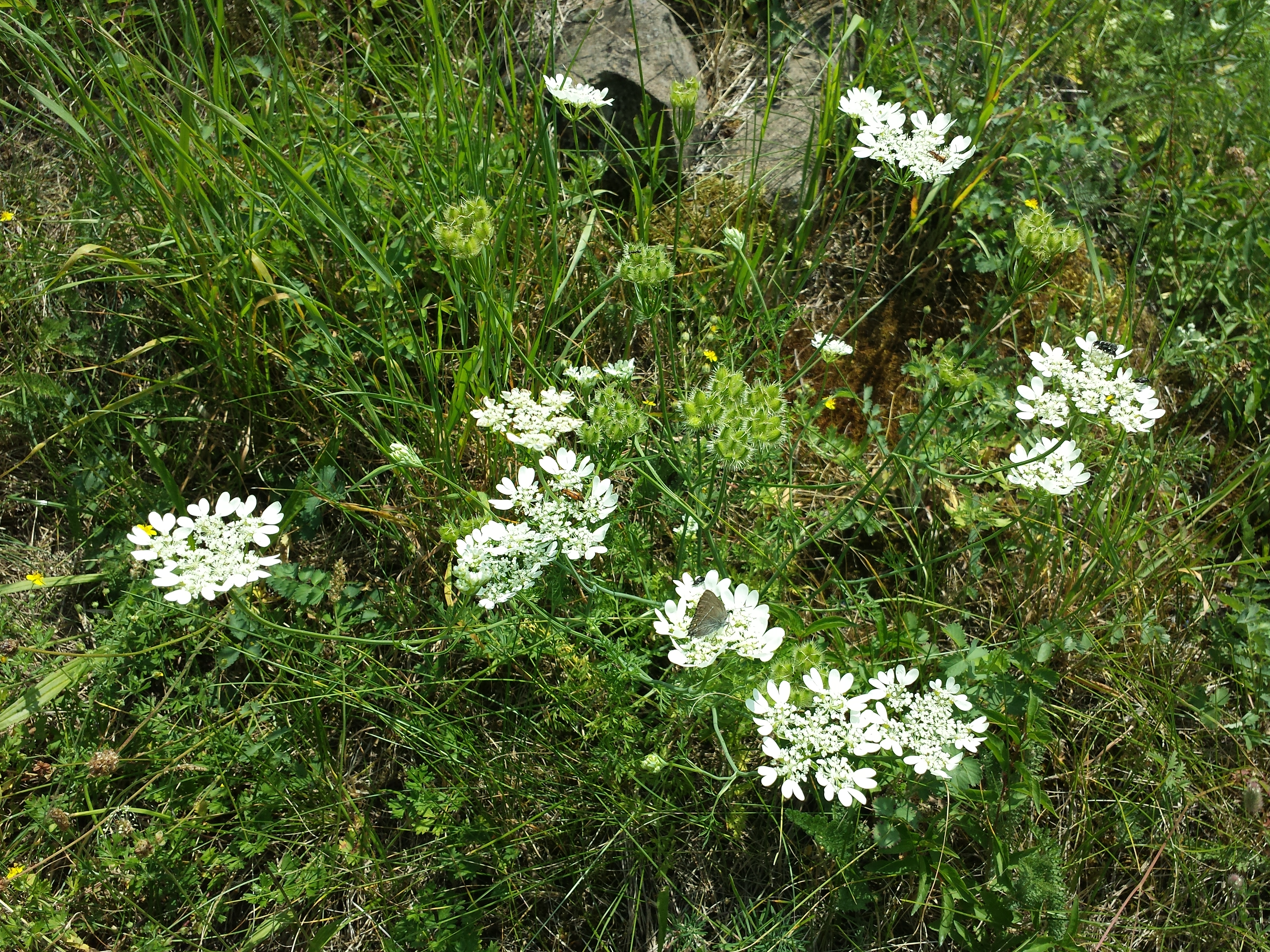
Habitus
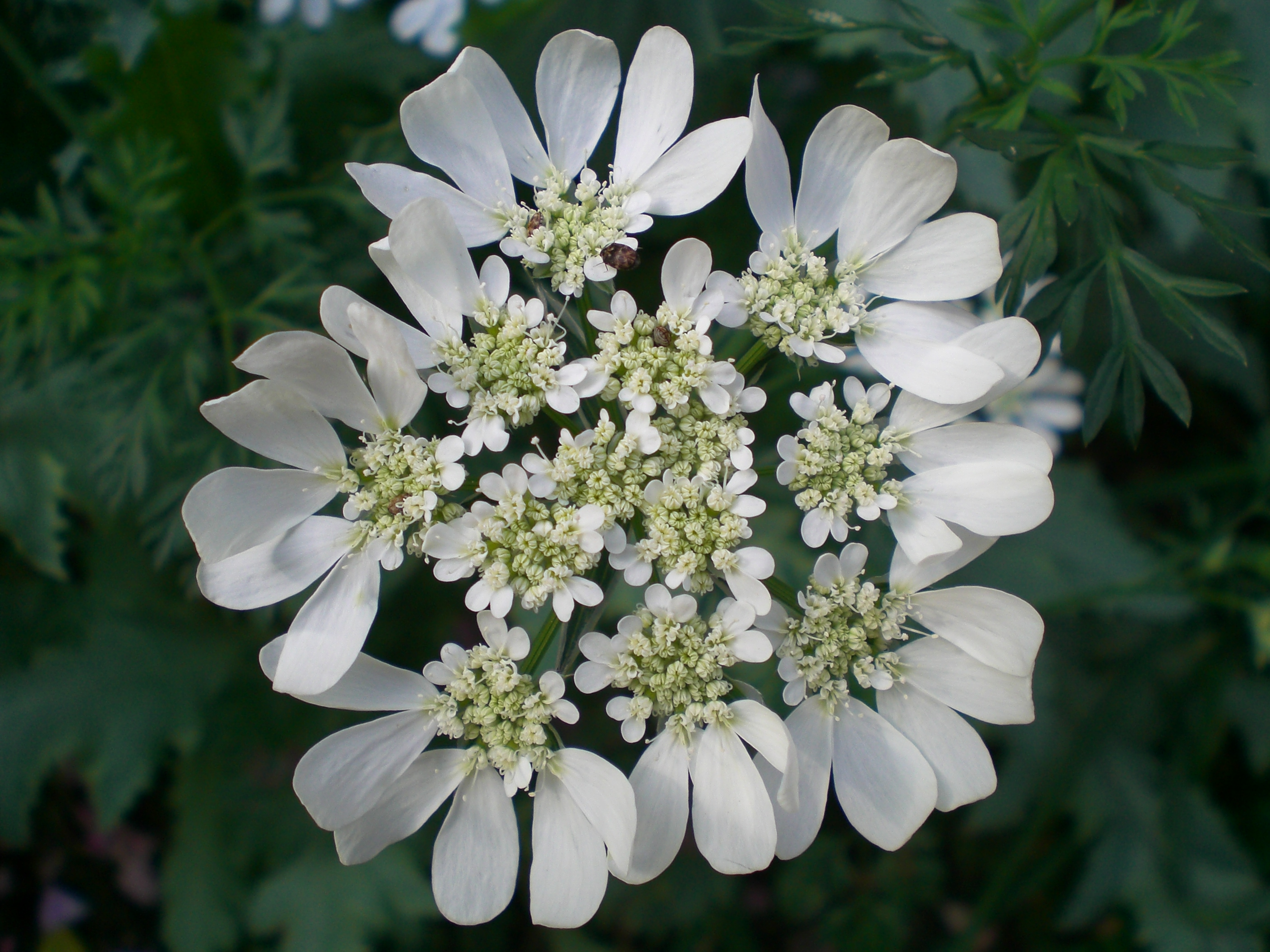
Doppeldolde von oben gesehen mit dem Strahlenkranz der außen stehenden Kronblätter
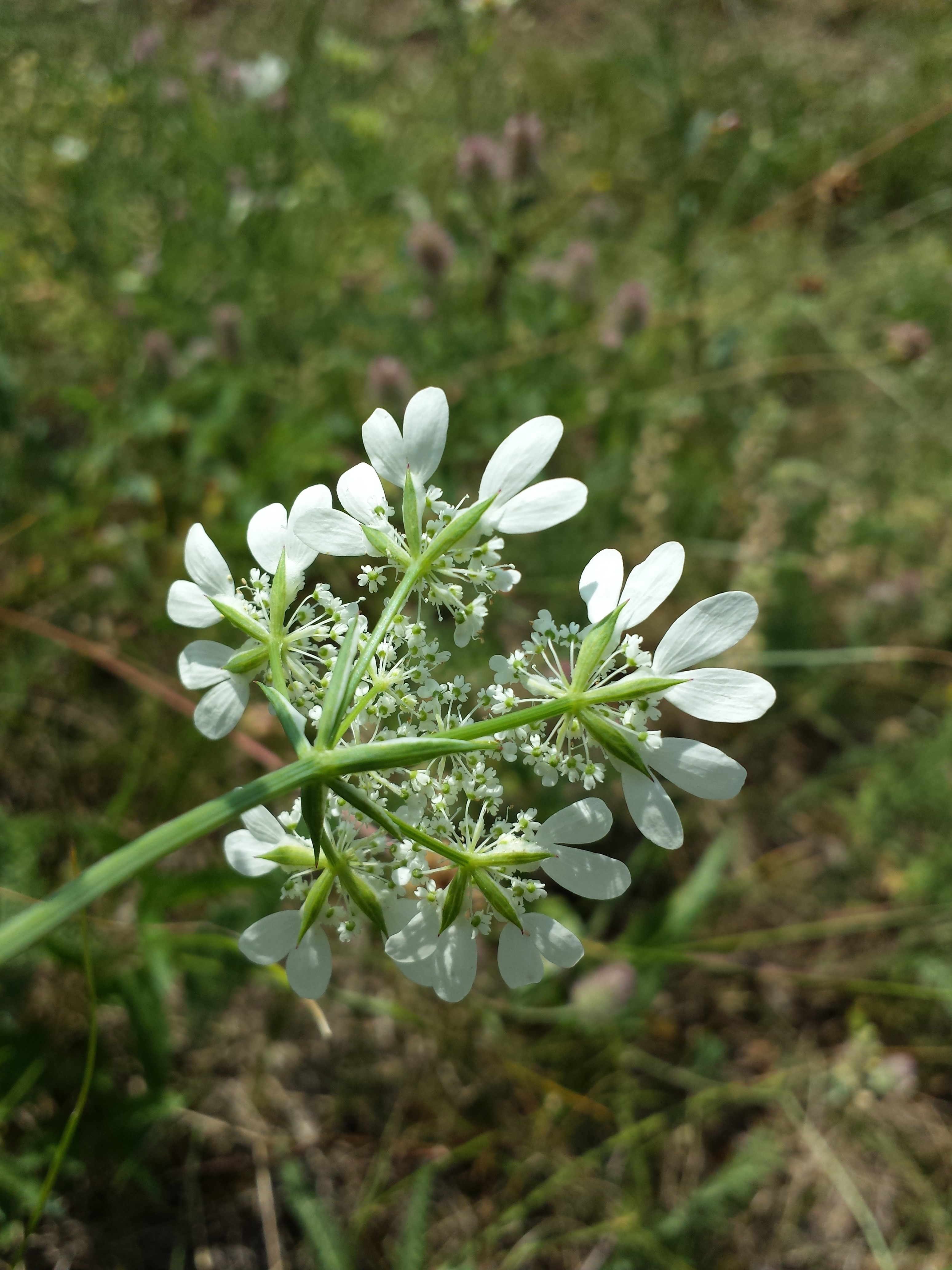
Doppeldolde von unten gesehen
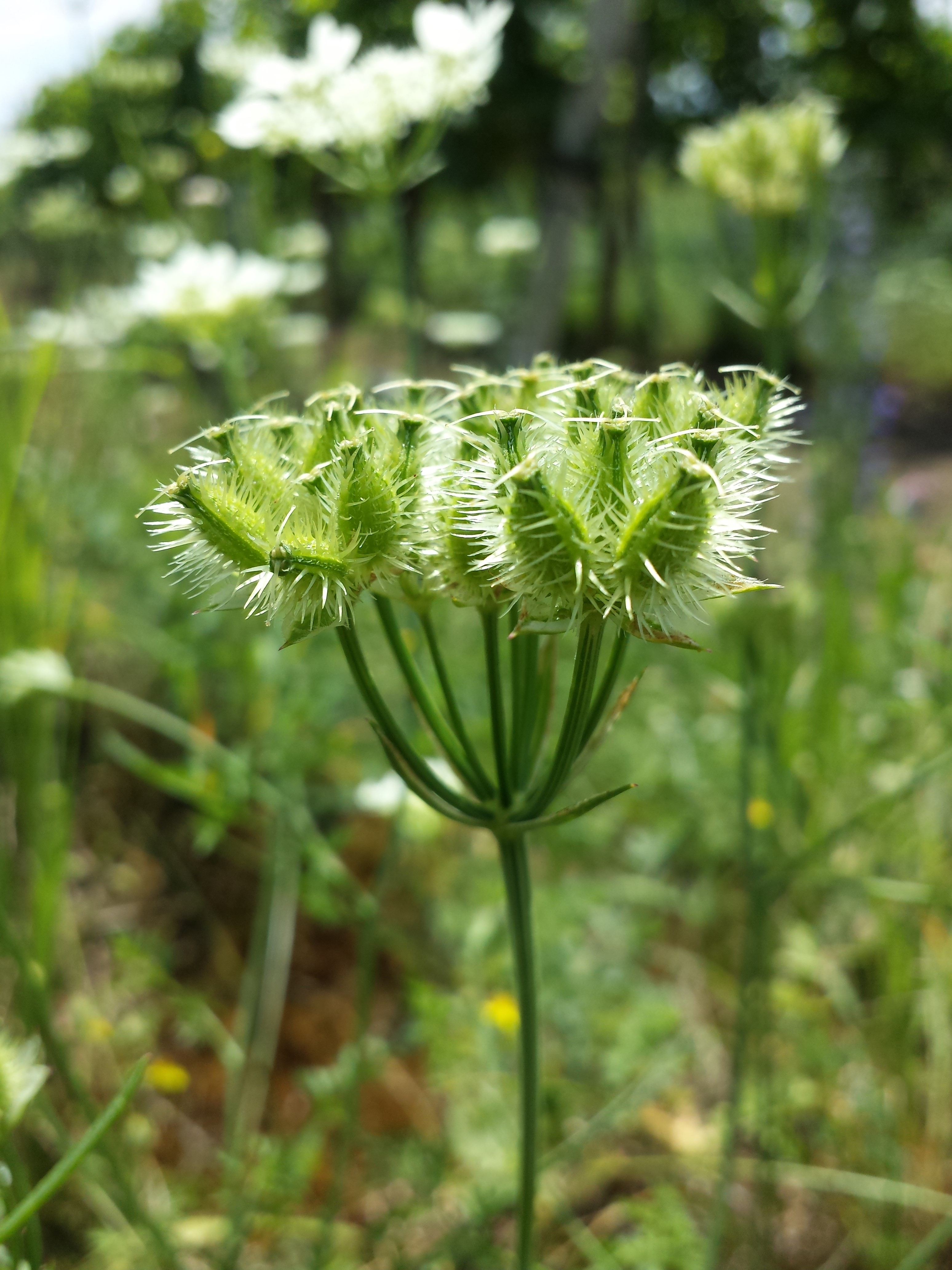
Fruchtende Doppeldolde
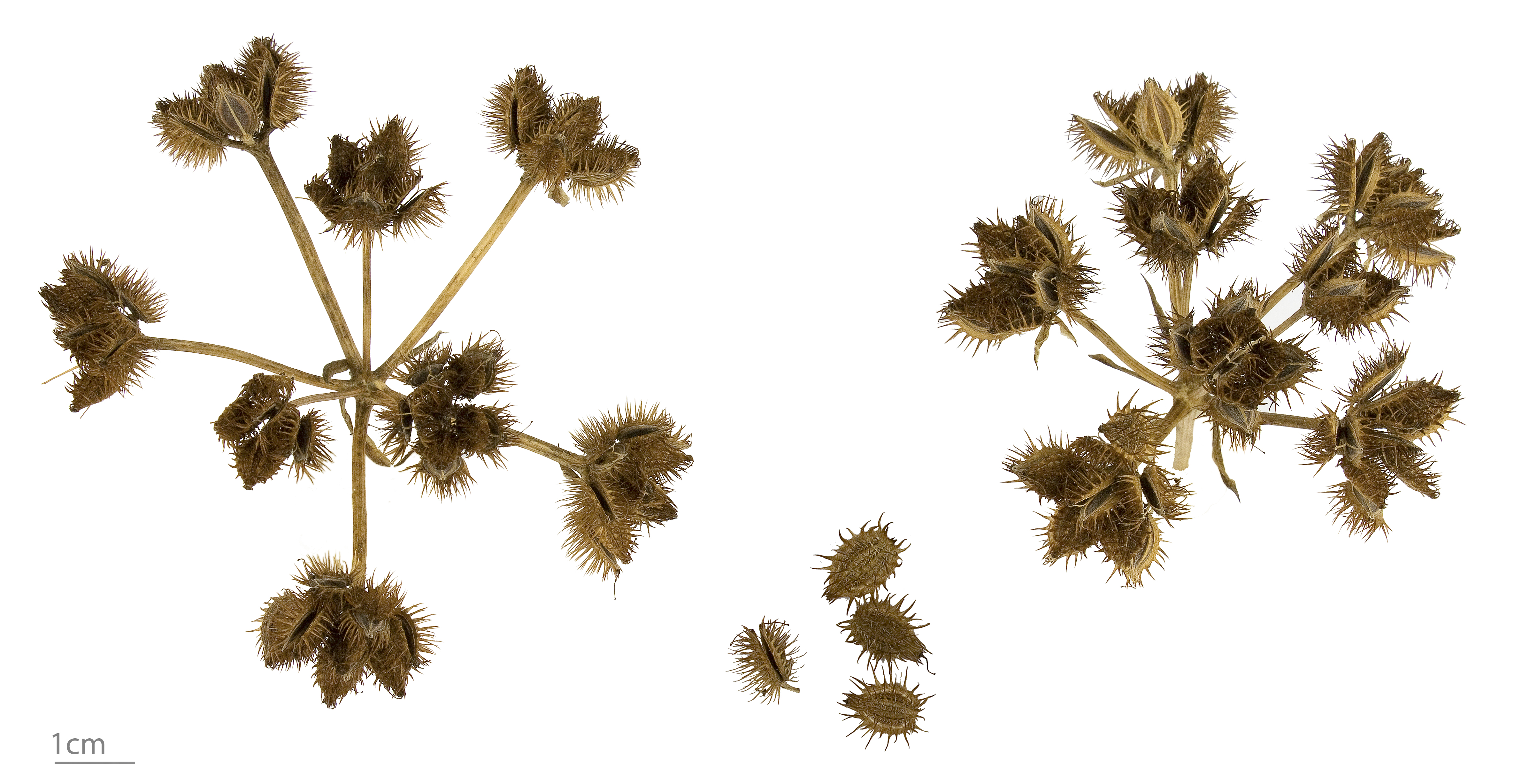
Früchte, Herbarbeleg
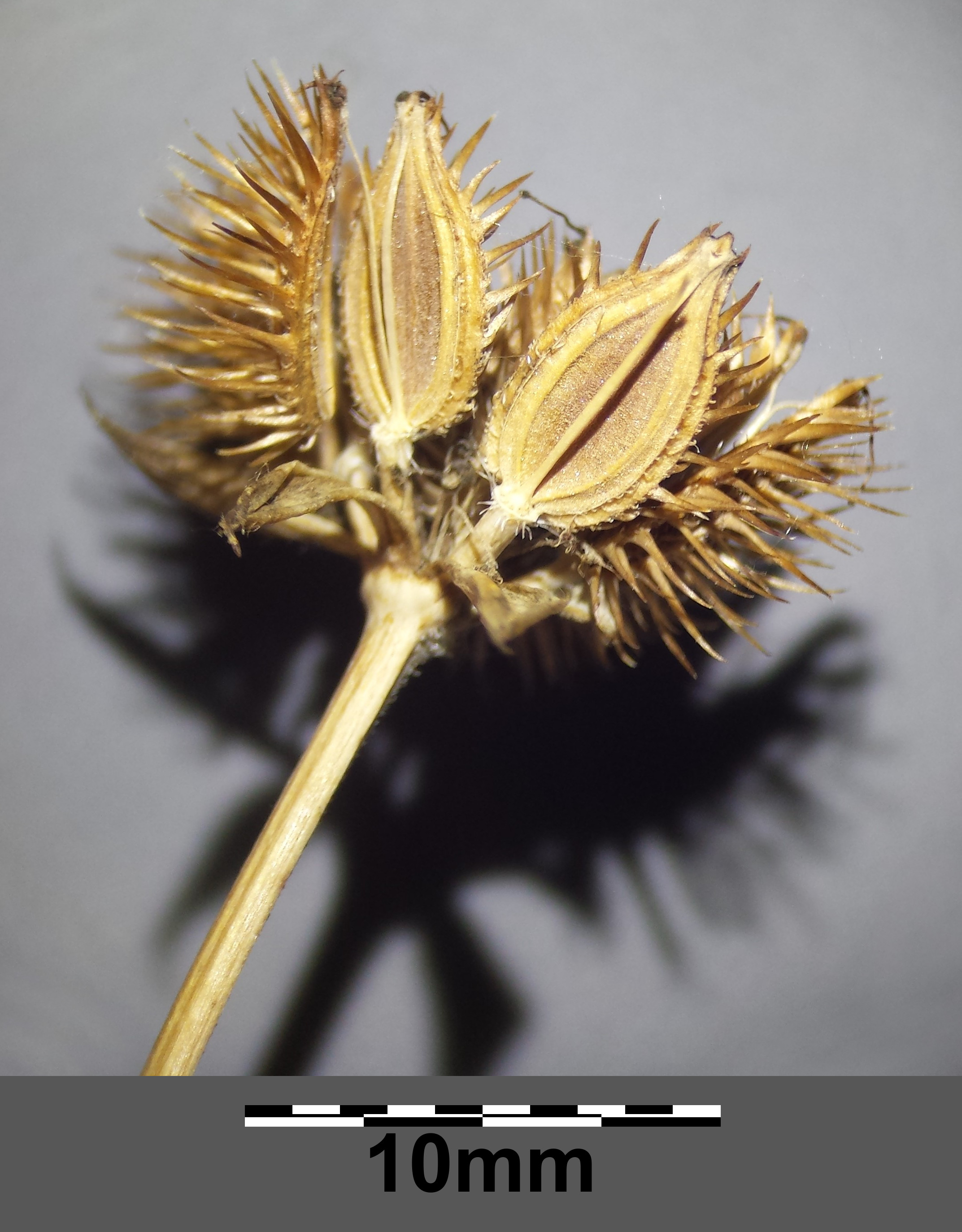
Döldchen mit Früchten
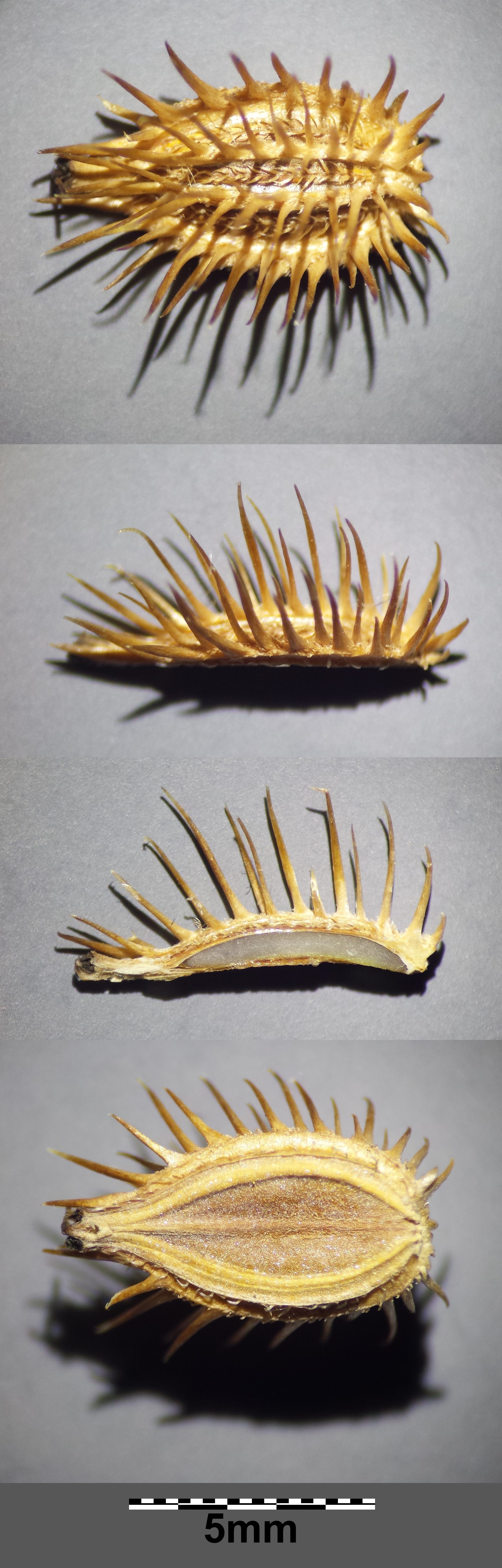
Teilfrucht
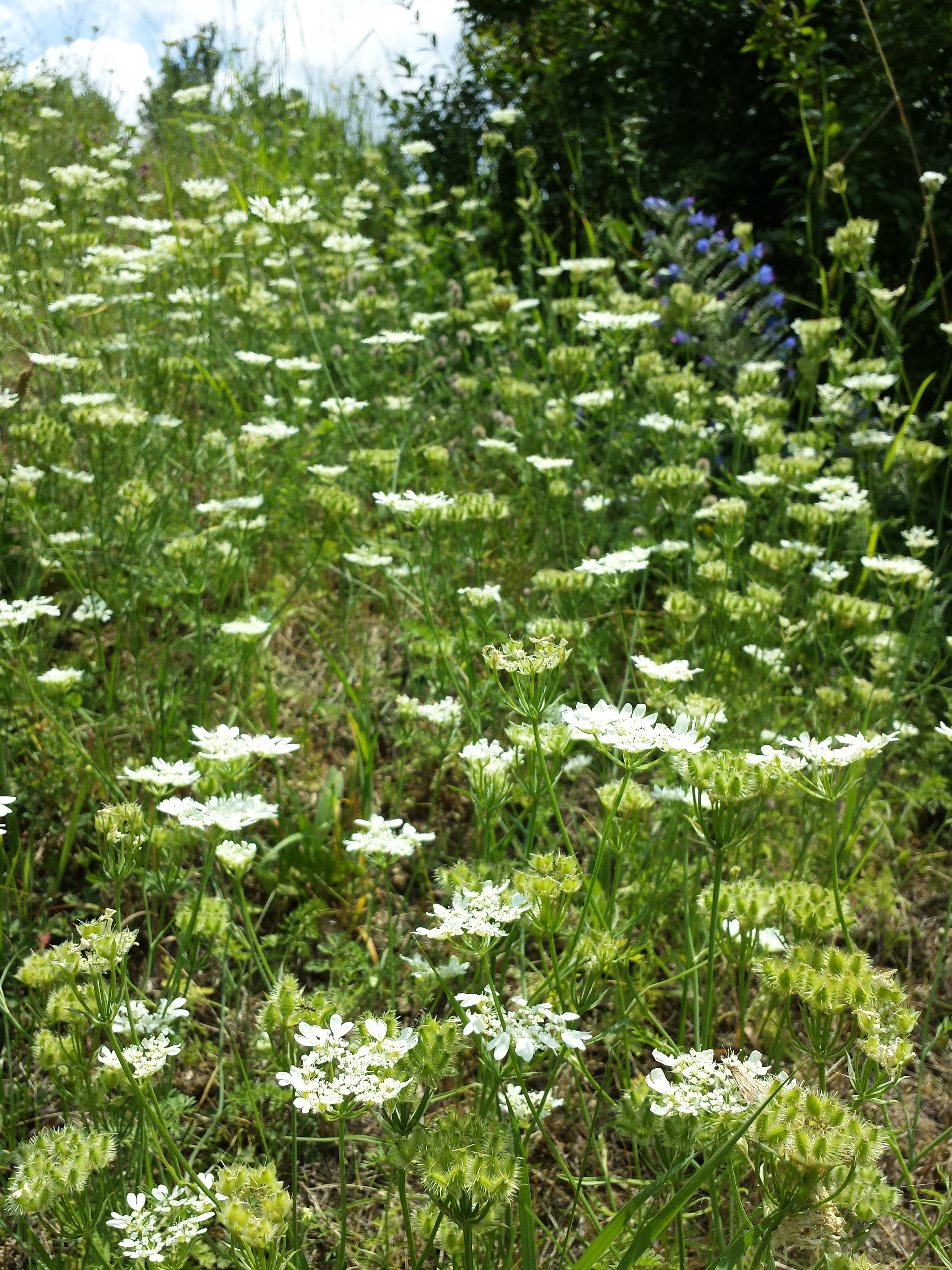
Bestand in einem natürlichen Habitat